# Javi García
Francisco Javier „Javi“ García Fernández (* 8. Februar 1987 in Mula, Murcia) ist ein ehemaliger spanischer Fußballspieler. Seine bevorzugte Position war das defensive Mittelfeld, gelegentlich spielte er jedoch auch in der Innenverteidigung.

## Karriere

### Verein
Javi García kam mit 14 Jahren in die Jugend von Real Madrid. Im Sommer 2004 wurde er, mit nur 17 Jahren, in den Kader der Zweitmannschaft Real Madrid Castilla aufgenommen und debütierte am 29. August in einer Ligabegegnung der Segunda División B gegen AD Alcorcón im Filialteam „Königlichen“. Bereits in seiner ersten Saison gelang Javi García mit seinem Mannschaft der Aufstieg in die Segunda División. Darüber hinaus feierte er unter Trainer Mariano García Remón am 28. November 2004 gegen UD Levante sein Debüt in der ersten Mannschaft. Insgesamt brachte es der junge Mittelfeldspieler in der Saison 2004/05 auf drei Einsätze im A-Kader von Real Madrid. Die folgenden zwei Spielzeiten verbrachte er wieder im B-Team der Hauptstädter, nach einem guten 11. Platz 2005/06 erfolgte ein Jahr später der Abstieg von Real Madrid Castilla in die Segunda B.
Javi García, der es in dieser Zeit zwar noch auf zwei weitere Einsätze in der Champions League brachte, jedoch keine Perspektive auf einen Fixplatz im ersten Kader hatte, wechselte im Sommer 2007 zu CA Osasuna, wo er einen bis 2011 laufenden Vertrag unterzeichnete. Beim Verein aus Navarra konnte sich der damals 20-Jährige bereits ab dem 3. Spieltag einen Platz in der Stammformation sichern und überzeugte durch gute Leistungen.
Sein Ex-Klub Real Madrid machte am Ende der Saison von einer Rückkaufoption in seinem Vertrag gebrauch. Unter Trainer Bernd Schuster gewann er die Supercopa de España, brachte es 2008/09 jedoch nur auf 15 Einsätze in der Liga, drei in der Champions League und einen im Supercup.
Im Juli 2009 wechselte er schließlich für eine Ablösesumme von 7 Mio. Euro zu Benfica Lissabon, wo er einen 5-Jahres-Vertrag erhielt. Beim portugiesischen Traditionsklub kämpfte er sich auf Anhieb in die Startformation und holte in seiner ersten Saison den Meistertitel und die Taça da Liga. In den folgenden zwei Spielzeiten holte er erneut die Taça da Liga, die Liga beendete sein Team jedoch jeweils auf dem zweiten Platz hinter dem FC Porto.
Am 31. August 2012 wechselte Javi García für eine Ablösesumme von rund 20 Millionen Euro zu Manchester City.
Zur Saison 2014/15 wechselte García in die russische Premjer-Liga zu Zenit St. Petersburg. Er unterschrieb einen Fünfjahresvertrag bis zum 30. Juni 2019. Er kehrte 2017 in seine Heimat zurück, wo er sich Betis Sevilla anschloss. Nach drei Jahren in Sevilla wechselte er zu Boavista Porto, wo er seine Karriere ausklingen ließ.

### Nationalmannschaft

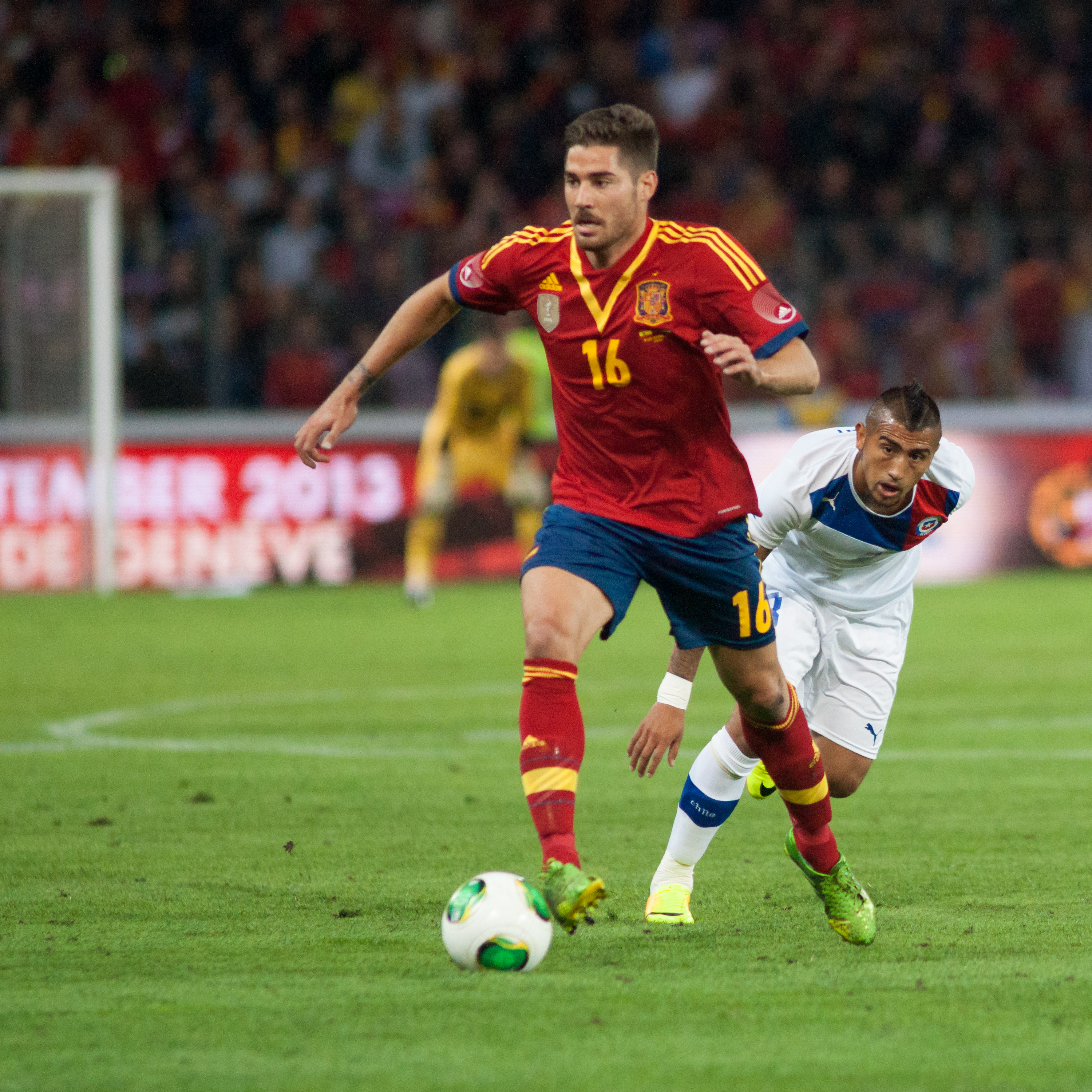
Javi García beim Länderspiel gegen Chile (2013)

Javi García war während seine Juniorenzeit fester Bestandteil diverser spanischer Nachwuchsnationalmannschaften. Seinen größten Erfolg feierte er durch den Sieg bei der U-19-Fußball-Europameisterschaft 2006. Darüber hinaus erreichte er mit seinem Team das Finale bei der U-17-WM 2003 sowie der U-17-EM 2004, wo die Spanier jeweils an Brasilien bzw. Frankreich scheiterten. Mit den Iberern nahm er auch an den Endrunden der U-20-WM 2007 und der U-21-EM 2009 teil.
Am 26. Mai 2012 feierte Javi García im Zuge der Vorbereitung für die Europameisterschaft in einem Testspiel gegen Serbien sein Debüt für die A-Nationalmannschaft. Für die Endrunde wurde er jedoch letztlich nicht nominiert.

### Trainer
Nach seinem Karriereende als Spieler kehrte zu Benfica zurück und schloss sich dem Stab des neuen Trainers Roger Schmidt als Assistenztrainer an.

## Erfolge

### In Vereinen
Real Madrid
- Spanischer Meister: 2007
- Spanischer Supercupsieger: 2008

Benfica Lissabon
- Portugiesischer Meister: 2010
- Portugiesischer Ligapokalsieger: 2010, 2011, 2012

Manchester City
- Englischer Meister: 2014
- Englischer Ligapokalsieger: 2014

Zenit Sankt Petersburg
- Russischer Meister: 2015
- Russischer Pokalsieger: 2016
- Russischer Supercupsieger: 2015

### Nationalmannschaft
- U-19-Fußball-Europameisterschaft: 2006